# Bunias
Bunias és un gènere de plantes amb flors dins la família Brassicàcia. El gènere inclou només dues espècies, Bunias erucago (Mostallola) que és autòctona als Països Catalans i Bunias orientalis. El gènere és originari de l'Àsia central i Europa oriental.